# WAMPAS Baby Stars
De WAMPAS Baby Stars was een publiciteitscampagne van de Amerikaanse adverteerdersgroep WAMPAS (Western Association of Motion Picture Advertisers) die jaarlijks dertien veelbelovende jonge filmactrices uitkoos die ruime aandacht kregen in de pers en gehuldigd werden op een gala, de WAMPAS Frolic. De gala's werd gehouden in de jaren van 1922 tot 1934, behalve in 1930 en 1933. Hoewel altijd schimmig gebleven is hoe de dertien gekozen werden, waren de keuzes regelmatig goed; zo zijn Eleanor Boardman, Clara Bow, June Marlowe, Joan Crawford en Jean Arthur WAMPAS Baby Star geweest. In de praktijk kwamen alleen blanke vrouwen in aanmerking, en alleen in 1932 was er een vrouw met een Aziatisch uiterlijk onder de geselecteerde actrices. De van oorsprong Japanse Toshia Mori kon op het laatste moment haar opwachting maken toen de aanvankelijk uitverkoren Lillian Miles haar nominatie vergooide met een impulsief huwelijk vlak voor de Frolic.

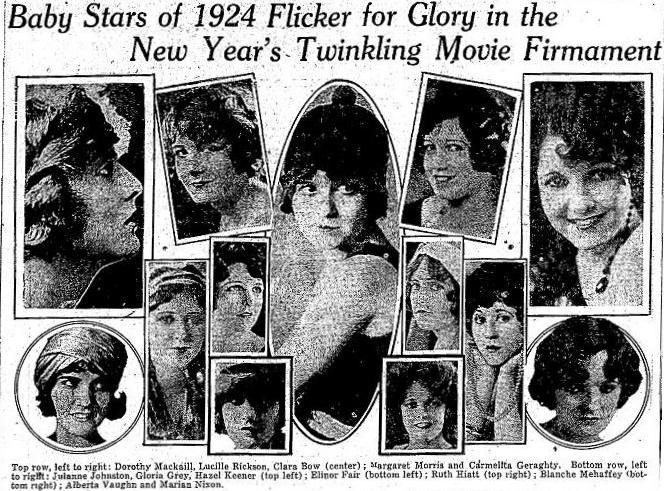
De WAMPAS Baby Stars van 1924.

## WAMPAS Baby Stars 1922-1934
- 1922: Marion Aye, Helen Ferguson, Lila Lee, Jacqueline Logan, Louise Lorraine, Bessie Love, Kathryn McGuire, Patsy Ruth Miller, Colleen Moore, Mary Philbin, Pauline Starke, Lois Wilson, Claire Windsor
- 1923: Eleanor Boardman, Evelyn Brent, Dorothy Devore, Virginia Browne Faire, Betty Francisco, Pauline Garon, Kathleen Key, Laura La Plante, Margaret Leahy, Helen Lynch, Derelys Perdue, Jobyna Ralston, Ethel Shannon
- 1924: Clara Bow, Elinor Fair, Carmelita Geraghty, Gloria Grey, Ruth Hiatt, Julanne Johnston, Hazel Keener, Dorothy Mackaill, Blanche Mehaffey, Margaret Morris, Marian Nixon, Lucille Ricksen, Alberta Vaughn
- 1925: Betty Arlen, Violet La Plante, Olive Borden, Anne Cornwall, Ena Gregory, Madeline Hurlock, Natalie Joyce, June Marlowe, Joan Meredith, Evelyn Pierce, Dorothy Revier, Duane Thompson, Lola Todd
- 1926: Mary Astor, Mary Brian, Joyce Compton, Dolores Costello, Joan Crawford, Marceline Day, Dolores del Rio, Janet Gaynor, Sally Long, Edna Marion, Sally O'Neil, Vera Reynolds, Fay Wray
- 1927: Patricia Avery, Rita Carewe, Helene Costello, Barbara Kent, Natalie Kingston, Frances Lee, Mary McAllister, Gladys McConnell, Sally Phipps, Sally Rand, Martha Sleeper, Iris Stuart, Adamae Vaughn
- 1928: Lina Basquette, Flora Bromley, Sue Carol, Ann Christy, June Collyer, Alice Day, Sally Eilers, Audrey Ferris, Dorothy Gulliver, Gwen Lee, Molly O'Day, Ruth Taylor, Lupe Vélez
- 1929: Jean Arthur, Sally Blane, Betty Boyd, Ethlyne Clair, Doris Dawson, Josephine Dunn, Helen Foster, Doris Hill, Caryl Lincoln, Anita Page, Mona Rico, Helen Twelvetrees, Loretta Young
- 1931: Joan Blondell, Constance Cummings, Frances Dade, Frances Dee, Sidney Fox, Rochelle Hudson, Anita Louise, Joan Marsh, Marian Marsh, Karen Morley, Marion Shilling, Barbara Weeks, Judith Wood
- 1932: Lona Andre, Lilian Bond, Mary Carlisle, June Clyde, Patricia Ellis, Ruth Hall, Eleanor Holm, Evalyn Knapp, Dorothy Layton, Boots Mallory, Toshia Mori, Ginger Rogers, Marian Shockley, Gloria Stuart, Dorothy Wilson
- 1934: Judith Arlen, Betty Bryson, Jean Carmen, Helen Cohan, Dorothy Drake, Jean Gale, Hazel Hayes, Ann Hovey, Lucille Lund, Lu Ann Meredith, Gigi Parrish, Julie Bishop, Katherine Williams